# Zeekr 001
A Zeekr 001 a Geely Automobile Holdings tulajdonában lévő Zeekr márka első akkumulátoros elektromos autótípusa. A járművet eredetileg Lynk &amp; Co Zero Concept néven mutatták be, és 2020-ban mutatták be a Pekingi Autószalonon, de 2021 októberében ehelyett Zeekr 001 néven adták ki, és a tervek szerint kiadják. Európában 2023-ban.
A Zeekr 001 azt állítja, hogy a világ első sorozatban gyártott elektromos hajtásfékje.

## Áttekintés
A 001-es sorozatot 2021. április 16-án mutatták be, és 2021 októberében kezdték árusítani Kínában. Lövőfékes kialakítása hasonló a Porsche Panamera Sport Turismóhoz, és hasonló elülső részt tartalmaz, mint a Lynk &amp; Co 05, a Geely Automobile Holdings cégcsoport egy másik márkájának modellje, és talán nem véletlen, hiszen a 001 A modellt a svéd CEVT fejlesztette ki Lynk &amp; Co Zero Concept néven.

A 001 a Sustainable Experience Architecture platformon alapul, amely kifejezetten a Geely csoport elektromos modelljeire vonatkozik.

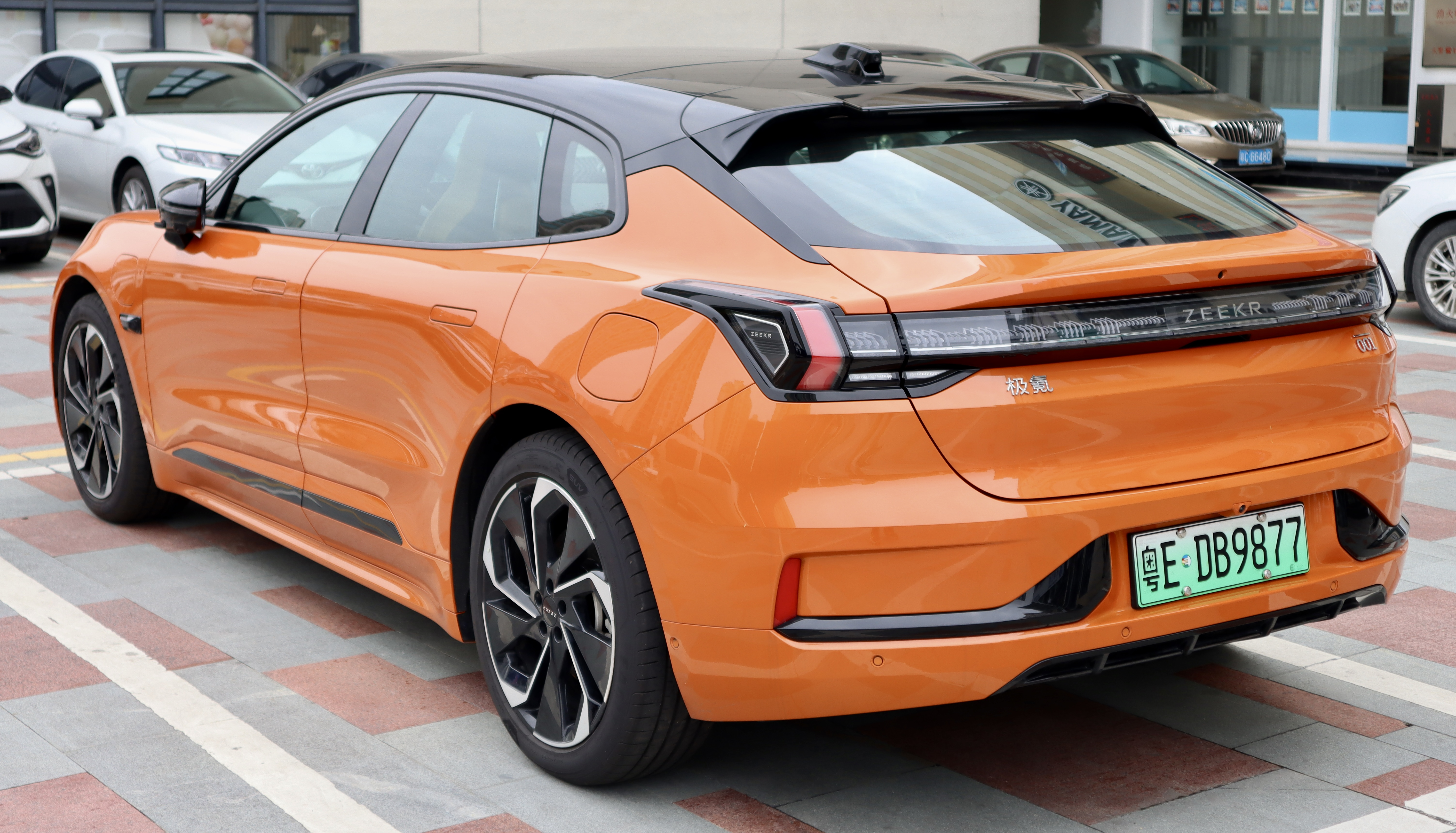
Hátulnézetből
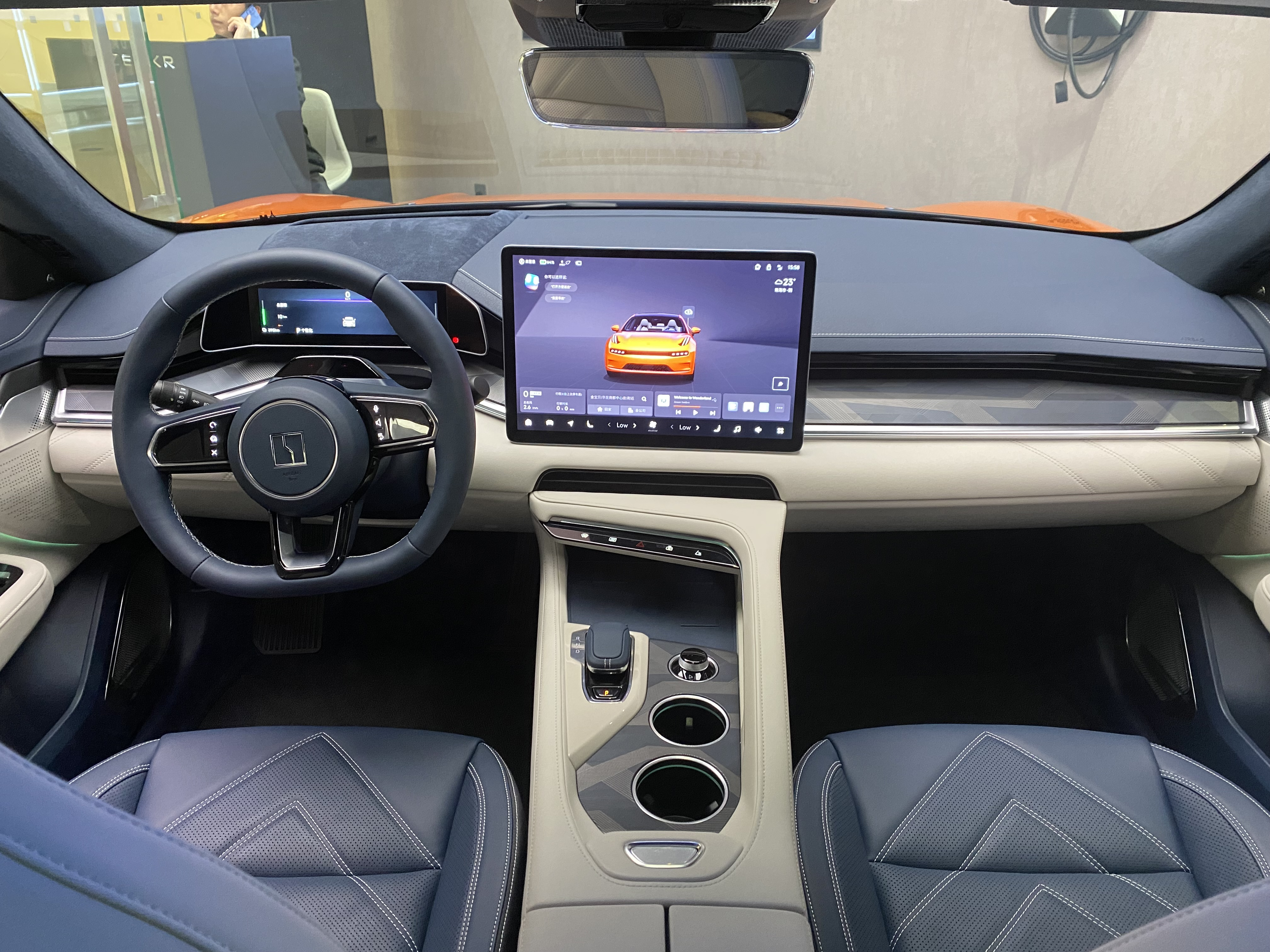
Belső tér

### Teljesítmény
A 001 felszereltségi változatának tetején mind az első, mind a hátsó tengelyen villanymotorok találhatók, amelyek együttes teljesítménye 536 LE (400 kW; 543 LE) és 700 N⋅m (516 lb⋅ft) nyomaték. hajtsa a 001-est 0-100 km/h-ról (0-62 mph) 3,8 másodperc, a maximális sebesség 200 km/h (124 mph), 30 perc maximális teljesítmény 177 LE (132 kW; 179 LE). A Zeekr 001 teljes feltöltéssel akár 700 km-t meg tud tenni, és töltési beállításai 120 km (75 mérföld) teljesítményt biztosítanak mindössze öt perc töltési idő alatt. 2023-ban egy 1000 darabra korlátozott speciális modell kerül forgalomba a CATL Qilin akkumulátorral, amelynek kapacitása 140 kWh, így akár 1000 km-es (621 mérföldes) hatótávolságot tesz lehetővé.
2023 januárjában bejelentették a továbbfejlesztett, 2023-as Zeekr 001 modellt. A 2023-as modell a japán Denso motorokat kínai Vremt motorokra cserélte. A Vremt (Viridi E-Mobility Technology) a Zeekr anyavállalatának, a Geelynek a leányvállalata. A továbbfejlesztett Zeekr 001 opciót kínál 140 kWh-s CATL Qilin akkumulátorokhoz, amelyek maximális hatótávolsága meghaladhatja az 1000 kilométert.

### 2024-es modell
2024 februárjában a Zeekr 001 jelentős frissítést kapott, a külseje a hónapokkal ezelőtt bemutatott 001 FR teljesítményváltozat stílusát követte. A belső rendszerben a Zeekr OS 6.0 rendszer, egy 15,05 hüvelykes 2,5K OLED középső képernyő és egy 35,5 hüvelykes AR-HUD található. A platform mostantól támogatja a 800 V-os nagyfeszültségű töltőrendszert, olyan akkumulátor opciókkal, mint egy 95 kWh és 100 kWh akkumulátor. A hatótávolság akár 675 km-re, 705 km-re és 750 km-re is emelkedhet a különböző felszereltségi szintek alapján. A modellről kimutatták, hogy a Zeekr V3 Superchargerrel elérte az 546 kW töltési sebességet.

### 2025-ös model
2024 augusztusában, mindössze hat hónappal a 2024-es modell megjelenése után, a Zeekr piacra dobta a 2025-ös modellt, a Geely saját Haohan Smart Driving 2.0 rendszerének frissítésével, amely jelentősen javítja az autonóm vezetési képességeket. A Haohan Smart Driving 2.0 hardvere 1 lidarból, 12 nagyfelbontású kamerából, 5 milliméteres hullámradarból és 12 ultrahangos radarból áll. Az autonóm vezetési lapka a Mobileye kettős EyeQ5H-járól, amely mindössze 48 Tops számítási teljesítménnyel rendelkezik, a kettős Nvidia OrinX-re lett frissítve, amely 508 Tops számítási teljesítménnyel rendelkezik.
A rendkívül gyakori járműmodellváltások, egy éven belül csaknem háromszoros arculatváltás miatt a 2025-ös modellbemutató heves tiltakozást váltott ki a meglévő autótulajdonosok részéről. A heves tiltakozások nyomására az új modellbemutató konferencia élő közvetítésének termében a kommentálási funkciót az egész folyamat során betiltották. Néhány tulajdonos tiltakozásul betört a Zeekr központjába, és kártérítést kért. Zeekr visszautasította a tulajdonosok kérését, hogy váltsanak át az új Haohan rendszerre, és azt mondta, hogy a Haohan and Mobileye megoldása eltérő hardverelrendezést alkalmaz a chipek, a rendszervezérlés és a vezetékek elrendezése tekintetében, amit lehetetlen hardverfrissítés, de a régi Mobileye rendszere folyamatosan frissülne.

## Zeekr 001 FR
2023 szeptemberében a Zeekr bejelentette a korlátozott teljesítményű kiadást, a 001 FR-t (Future Road), amely négyes villanymotorokat tartalmaz, amelyek 1248 lóerő (931 kW; 1265 PS) szállítanak. összesen, valamint sínszintű fékek és felfüggesztések, szénszálas alkatrészek és egy "tankforduló" mód. 800 V-os platformra épülne, 100 kWh-s CATL Qilin akkumulátorral. A Zeekr havi 99 jármű szállítását tervezte.

## Értékesítés
A gyártás első teljes hónapjában, 2021 novemberében 2012 darabot adtak el Kína több mint 150 városában, 2021 októberében pedig 199 további egységet. A vállalat kijelentette, hogy 2022-ben fel akarja gyorsítani a termelést, és 70 000 járművet céloz meg, és továbbra is a helyi piaci ügyfeleket részesíti előnyben a 2023-as globális bevezetés előtt.

## Guinness Rekordok
A Zeekr 001 két világrekordot állított fel. Az első egy elektromos autó leggyorsabb sodródása volt, 208 km/h-val. A második világrekord az elektromos szlalom leggyorsabb futása volt, 50 kúppal 49,05 másodperc alatt.

## Fordítás
Ez a szócikk részben vagy egészben  a   Zeekr 001 című angol Wikipédia-szócikk ezen változatának fordításán alapul.  Az eredeti cikk szerkesztőit annak laptörténete sorolja fel. Ez a jelzés csupán a megfogalmazás eredetét és a szerzői jogokat jelzi, nem szolgál a cikkben szereplő információk forrásmegjelöléseként.